# Marie-Claude Malaval
Pour les articles homonymes, voir Malaval.
Marie-Claude Malaval, née le 30 juin 1946 à Béduer et morte le 20 mars 2017 à Saint-Aulaire (Corrèze), est une femme politique française.

## Biographie
De mai 1992 à avril 1993, Marie-Claude Malaval est députée de la 2e circonscription du Lot, lorsque Martin Malvy est nommé ministre dans le gouvernement Pierre Bérégovoy.
En mars 2010, elle devient présidente de l'établissement public de coopération intercommunale (EPCI) de la ville de Gramat.

## Mandats
- Du 5 mai 1992 au 1er avril 1993 : députée de la 2e circonscription du Lot